# Jorge Terceros
Jorge Gonzalo Terceros Lara (Santa Cruz de la Sierra, 25 de noviembre de 1963) es un militar y político de Bolivia. Ejerció la Comandancia General de la Fuerza Aérea Boliviana entre 2018 y 2019. Ejerció representación del Estado Plurinacional de Bolivia ante la comunidad internacional durante un día, entre la renuncia de Evo Morales y la posesión de Jeanine Áñez. Cuando ascendió a comandante de la Fuerza Aérea Boliviana, su patrimonio ascendía a 806 mil bolivianos.

## Formación profesional[1]
- Egresado del Colegio Militar de Aviación TGral. Germán Busch.
- Licenciado en Ciencias y Artes Militares Aeronáuticas, Universidad Militar de las Fuerzas Armadas.

## Cargos importantes[1]
- Comandante del Grupo Aéreo "63".
- Comandante de la V Brigada Aérea.
- Jefe del Departamento I Personal del EMGFAB.
- Comandante del Comando Estratégico Operacional Cochabamba.
- Comandante general de la Fuerza Aérea Boliviana.[6]
- Autoridad de facto ante la comunidad internacional ante ausencia de autoridades civiles en Bolivia.

## Actuación durante las Protestas en Bolivia de 2019
Evo Morales acusó a Terceros por el accidente de helicóptero ocurrido el lunes 4 de noviembre de 2019.

Después de la renuncia de Evo Morales, el 10 de noviembre de 2019 a las 16h50 hora local y antes de la posesión de Jeanine Áñez ocurrida el 12 de noviembre de 2019, Terceros autorizó el uso del espacio aéreo boliviano al avión de la Fuerza Aérea Mexicana que trasladó a Evo Morales hacia México para recibir asilo político:
"Después salió el avión otra vez a Bolivia ya más tarde, cuando se consiguió la autorización, el permiso por escrito de la comandancia de las fuerzas aéreas de Bolivia, salió el avión y ya pudimos recoger, llegar al aeropuerto donde estaba Evo; y cuando íbamos a salir de regreso a Lima para recargar combustible, ya nos dijeron que ya no nos iban a dar el permiso."

- Marcelo Ebrard, Secretario de Relaciones Exteriores de México, al relatar el periplo del avión militar que llevó a Evo Morales a México.
Durante su asilo en Argentina, Morales acusó a Terceros de organizar un golpe de Estado en su contra.
El 13 de noviembre de 2019, Terceros y demás comandantes de las Fuerzas Armadas presentaron su disponibilidad ante Jeanine Áñez.

## Condecoraciones
- Mérito Militar Cnl. Eduardo Avaroa en  el grado de Oficial de la Orden.[1]
- Constancia  Militar en Tercera, Segunda y Primera Clases FFAA.
- Mérito Aeronáutico en los grados de Oficial  de la Orden, Comendador de la Orden y Gran Cruz de la Orden  FAB.
- Barra  Insignia Honor al Mérito.
- Seguridad, Defensa y Desarrollo Guerrilleros de la Independencia en Oro.